# Lista comunelor din Tamanghasset
| Imagine indisponibilă                                |  | Imagine indisponibilă |
| Harta Algeriei cu provincia Tamanghasset evidențiată |  | 1. Tamanrasset • 2. Abalessa • 3. In Ghar • 4. In Guezzam • 5. Idles • 6. Tazrouk • 7. Tin Zaouatine • 8. In Salah • 9. In Amguel • 10. Foggaret Ezzaouia |

Din provincia Tamanghasset fac parte următoarele comune:
- Abalessa
- Foggaret Ezzaouia
- Idles
- In Amguel
- In Ghar
- In Guezzam
- In Salah
- Tamanrasset
- Tazrouk
- Tin Zaouatine